# شمس الليل (فلم)
شمس الليل هو فيلم تلفزيوني مغربي من إخراج عبد الرحيم مجد سنة 2009، وبطولة كل من محمد خيي، السعدية لديب، إدريس الروخ، جميلة شارق، سعيد باي، محمد الشوبي، نفيسة الدكالي، وآخرون.
يرصد الفيلم معاناة المرأة، وتسلط الرجل، وتدور أحداته في أحد مداشر سكورة بورزازات.

## القصة
تدور أحداث الفيلم بأحد قصور سكورة بورزازات، حيث تعود «فضيلة» بعد براءتها من تهمة قتل زوجها إلى مسقط رأسها، حيث تركت طفلتها «أمل» مع أمها «كنزة» التي تعيش بمفردها بعد وفاة زوجها.
أثناء إقامتها مع والدتها تكتشف صدفة أن «بويدية» يستغل إسطبلهم، الذي استأجره منهم في تخزين مختلف أنواع الممنوعات من مخدرات، إضافة إلى المسروقات التي يسطو عليها من الدوار. تبحث فضيلة وتستكشف وتصل إلى دار المعني، وبحكمة ولباقة تطلب منه أن يفرغ المخزن من الممنوعات، فيسخر منها ويهددها بما لا تحمد عقباه.
في اليوم الموالي، تحضر فضيلة ووالدتها رفقة رجال الدرك، الذين يجدون الإسطبل فارغا من كل ما تدعيه، فتنشأ أول مواجهة باردة بين فضيلة وبويدية، بحيث يأمرها هذا الأخير، مهددا إياها بمغادرة البلد مع العاشرة صباحا، موعد مرور أول حافلة للمسافرين.
أمام عناد فضيلة يستمر بودية في الضغط على والدتها المسالمة، وعلى باقي سكان القصر بنهب وإتلاف ممتلكاتهم وإرهابهم للرضوخ له وتنفيذ مطالبه.
بعد مواجهات عديدة بين فضيلة التي تتحالف مع حمزة ضد بويدية، يقرر هذا الأخير إضرام النار في جزء من دار كنزة والدة فضيلة، ليلا وحين تهب فضيلة لإطفاء الحريق، تجد بويدية ورجاله أول من يتظاهر بالمساعدة، ومحاولة إنقاذ والدتها وابنتها التي بالداخل، وبعد جهد كبير يتمكن حمزة من إخراج كنزة وأمل من قلب النار وينقذ حياتهما، لشتتعل شرارة حب طاهر بين حمزة وفضيلة.
هذا الحب سيثير غضب بويدية، ويملي عليه طغيانه اعتراض سبيل فضيلة وتحريض الناس عليها واقتحام دار حمزة والعبث بممتلكاته، وإخضاع باقي سكان الدوار إلى الظلم والتهديد بالطرد، ويتوج أخيرا غضبه هذا بخطف ابنة فضيلة الوحيدة. كل هذه العوامل تدفع بأهل الدوار للوقوف في وجه بويدية ووضع حد لطغيانه.